# Жигамонт Юрій Володимирович
Жигамонт Юрій Володимирович (біл. Жыгамонт Юрый Уладзіміравіч; нар. 11 лютого 1968, Демидов, Наровлянський район, Гомельська область, БРСР — білоруський актор і телеведучий, відомий завдяки своїй авторській програмі «Подорожі дилетанта»

## Життєпис
Уродженець Наровлянського району Гомельської області (його предки проживали на Поліссі, в Наровлянському краї). З дитинства цікавився історією, старовинними речами. Рано почав мандрувати — старший брат завжди брав його із собою, коли кудись їхав.
Закінчив Мінське будівельне училище за спеціальністю «водій баштових кранів», відслужив в армії і влаштувався працювати машиністом баштового крану, проте незабаром звільнився. У 1994 році закінчив Білоруську державну академію мистецтв після чого працював в театрі «Вільна сцена».
Під час навчання в Академії мистецтв вирішив вивчити Білорусь. На канікулах шукав на карті якесь містечко, купував квиток і їхав туди. Ходив вулицями, дивився на стародавні будинки, палаци, парки. А наступного ранку їхав уже в інше містечко.
Актор театру і кіно, з 2002 року працює в столичному Театрі юного глядача. Білоруському телеглядачеві відомий як автор телепередач «Подорожі дилетанта», «Нові подорожі дилетанта», «Пригоди дилетанта», що виходили на телеканалі «СТВ» (з 2017 року «Подорожі дилетанта» виходить на порталі TUT.BY), де він розповідає про історію різних міст і сіл Білорусі, особливо завдяки своєму образу «дилетанта»: він часто з'являється в капелюсі, пальто, окулярах і шарфі, несучи із собою парасольку і валізку.
Одружений, виховує доньку.
Найдорожчими для себе книгами вважає Біблію і поему «Нова земля» Якуба Коласа.

## Нагороди
23 травня 2012 року, указом міністра культури РБ Павла Латушка, Юрій Жигамонт був нагороджений нагрудним знаком Міністерства культури Республіки Білорусь «За внесок у розвиток культури Білорусі».
За підсумками голосування, проведеного газетою «Комсомольська правда в Білорусі» Юрія Жигамонта визнано улюбленим телеведучим на телеканалі «СТВ» 2010.